# Pentaster obtusatus
Pentaster obtusatus är en sjöstjärneart som först beskrevs av Bory de St. vincent 1827.  Pentaster obtusatus ingår i släktet Pentaster och familjen Oreasteridae. Inga underarter finns listade i Catalogue of Life.